# Cuatro Caminos (estación del Metro de Ciudad de México)
Cuatro Caminos es una de las estaciones que forman parte del Metro de la Ciudad de México, es la terminal poniente de la Línea 2. Se ubica al norponiente del Estado de México, en el municipio de Naucalpan de Juárez.

## Información general
El isotipo de la estación muestra la silueta de la estructura correspondiente a lo que fue la cúpula del Toreo de Cuatro Caminos, que se encontraba cerca de la estación, en la zona conformada por el Anillo Periférico Boulevard Manuel Ávila Camacho, la avenida Río San Joaquín y la avenida Ingenieros Militares. Su nombre hace referencia a que en la época prehispánica en este lugar partían cuatro caminos: por el norte, hacia Azcapotzalco; por el sur, a Chapultepec; por el poniente, hacia Naucalpan, y por el oriente, rumbo a Tenochtitlan, en un lugar conocido como Nauh-Campa, "hacia los cuatro rumbos", o Nahui-Calli-Pan, "sobre las cuatro casas", de donde se deriva el nombre actual, Naucalpan.[cita requerida]
Cuatro Caminos es la primera estación de la red en inaugurarse fuera del Distrito Federal (hoy Ciudad de México), en el municipio de Naucalpan, Estado de México, fue inaugurada el mismo día que la estación vecina Panteones, el 22 de agosto de 1984, convirtiéndose Cuatro Caminos en la terminal poniente definitiva de la Línea 2.

### Afluencia
En 2014, Cuatro Caminos fue la segunda estación más concurrida de la red, al presentar una afluencia promedio de 105 663 pasajeros diariamente, superada únicamente por Indios Verdes.
| Tipo de día       | Afluencia promedio |
| ----------------- | ------------------ |
| Día laboral       | 113 743            |
| Fin de semana     | 89 583             |
| Día festivo       | 65 256             |
| Media anual total | 105 663            |

La siguiente tabla muestra la afluencia de la estación en los últimos 10 años:
| Afluencia Anual de Pasajeros | Afluencia Anual de Pasajeros | Afluencia Anual de Pasajeros | Afluencia Anual de Pasajeros | Afluencia Anual de Pasajeros | Afluencia Anual de Pasajeros |
| ---------------------------- | ---------------------------- | ---------------------------- | ---------------------------- | ---------------------------- | ---------------------------- |
| Año                          | Afluencia                    | A Diario                     | Ranking                      | Incremento                   | Ref.                         |
| 2024                         | -                            | -                            | -                            | -                            |                              |
| 2023                         | 20,714,261                   | 56,751                       | 3°/187                       | +13.28%                      | [ 5 ]                        |
| 2022                         | 18,285,903                   | 50,098                       | 7°/175                       | +20.65%                      | [ 6 ]                        |
| 2021                         | 15,156,149                   | 41,523                       | 6°/195                       | -32.91%                      | [ 7 ]                        |
| 2020                         | 22,591,021                   | 61,724                       | 3°/195                       | -42.63%                      | [ 8 ]                        |
| 2019                         | 39,378,128                   | 107,885                      | 2°/195                       | -1.28%                       | [ 9 ]                        |
| 2018                         | 39,886,917                   | 109,279                      | 3°/195                       | +1.33%                       | [ 10 ]                       |
| 2017                         | 39,364,914                   | 107,849                      | 3°/195                       | +1.03%                       | [ 11 ]                       |
| 2016                         | 38,962,862                   | 106,455                      | 3°/195                       | -3.61%                       | [ 12 ]                       |
| 2015                         | 40,423,144                   | 110,748                      | 2°/195                       | -3.54%                       | [ 13 ]                       |

## Conectividad

### Entradas/salidas
- SUR: Avenida Ingenieros Militares (entrada para transporte público al Mexipuerto Cuatro Caminos Sur), colonia Argentina Poniente, alcaldía Miguel Hidalgo, Ciudad de México.
- NORTE: Avenida 16 de Septiembre, colonia Transmisiones, Naucalpan de Juárez, Estado de México.

### Conexiones
Existen conexiones con las estaciones y paradas de diversos sistemas de transporte:
- Algunas rutas de la Red de Transporte de Pasajeros. Sin embargo estas solo se limitan al descenso de pasajeros en la plaza Pericentro y la plaza Toreo Parque central, así como el abordaje en la Calzada México Tacuba en la colonia Argentina Antigua dentro de la CDMX, Alcaldía Miguel Hidalgo, debido a que no le es permitido ingresar al CETRAM, ya que este se ubica en territorio Mexiquense, mientras que de 2000 a 2012 si tenía libre acceso al CETRAM en el denominado paradero Norte, esto sin que hubiese ascenso o descenso de pasajeros hasta la terminal del Metro.
- COTOBUSA (Corredor Toreo Buenavista S.A.) Metro Buenavista/Metro San Cosme - Metro Cuatro Caminos (función de llegada a Mexipuerto, siendo la única línea de la CDMX que tiene permitido el ingreso al Paradero)
- Diversas Rutas de Colectivos Mexiquenses que pueden ir hacia distintas Zonas de Naucalpan, Tlalnepantla, Atizapan, Cuautitlán Izcalli, Tultitlan, Zumpango, Coacalco e inclusive Ecatepec o también a los municipios de Jilotzingo  y Huixquilucan, siendo una oferta variada.
- Ruta 23 CDMX (Metro Toreo - Metro Rosario tanto por Armas/Bachilleres Como por Tezozomoc e Ingenieros Militares)
- Autobuses Interurbanos Naucalpan-Toluca con la ruta Metro Cuatro Caminos - Huixquilucan/Toluca
- Autobuses Interurbanos de la Línea Flecha Roja con destino a Toluca directo.
- La estación cuenta con un CETRAM.

## Sitios de interés
- Foto Museo Cuatro Caminos